# Flacăra Cluj
Flacăra Cluj este o companie de confecții din România.
A fost înființată în 1949 și, inițial, producea uniforme militare.
Ulterior, fabrica de confecții s-a specializat pe producerea de articole vestimentare pentru export.
Fosta fabrică Flacăra a fost privatizată în 1997, când societatea româno-germană Leotex Industries Cluj a cumpărat pachetul majoritar de acțiuni.
După divizarea fostei fabrici de îmbrăcăminte Flacăra din 2006, terenurile și clădirile fostei societăți au intrat în patrimoniul unei firme imobiliare.
Ulterior, activitatea de producție a fost preluată de compania clujeană Jolidon contra sumei de 800.000 de euro.
La momentul respectiv, Flacăra era una dintre cele mai mari fabrici de confecții din România, avea 1.000 de angajați, și deținea marca Falla.